# 藤田一暁
藤田 一暁（ふじた かずあき、1920年〈大正9年〉4月1日 - 1991年〈平成3年〉5月16日）は、日本の実業家。フジタ社長・会長。フジタドルフィンクラブ設立者。

## 経歴
広島県広島市出身。広島済美小学校（広島偕行社付属済美学校）、旧制広島一中を経て、1943年に日本大学旧工学部建築学科卒業。藤田組に入り、1949年に監査役、1951年に取締役、1957年に副社長を経て、1962年に社長に就任。

## 人物
1945年（昭和20年）8月6日の広島市への原子爆弾投下により、東白島町の藤田家はぺしゃんこにつぶれた。自宅にいた一暁は気を失ったが、何秒後かに気がつき、ケガもないため自力で這い出した。家の下にある両親とお手伝いさんを助けようとしたが、一人ではどうにもならず、通りがかりの兵隊の助けを借りて救出した。

## 家族・親族
藤田家
- 祖父・次助[5]
- 父・定市[5]（1889年 - 1973年、実業家、フジタ工業会長、広島商工会議所会頭） - 父・定市は広島県賀茂郡中黒瀬村字大多田（現・東広島市黒瀬町）の農家の生まれで、広島市で土木建築請負業を営む[5]。
- 母・マサノ（1900年 - ?、広島、湯川又一の長女）[5]
- 弟・正明（1922年 - 1996年、実業家、政治家・参議院議長）
  - 同長男・雄山（1949年 - 2015年、政治家・広島県知事）
  - 同二男・公康（実業家）
  - 同三男・衛成（馬主）
- 妹[5]
- 妻
- 長男・一憲（実業家・フジタ社長）

親戚
- 遠藤政夫（政治家） - 参議院議員。
- 大原博夫（医師、政治家） - 広島県知事。
- 佐藤進（実業家） - 佐藤製薬社長。
- 塩澤護（実業家） - 養命酒製造社長。
- 藤田一郎（実業家） - 伯父。藤田組創業者。